# Atletismo nos Jogos Olímpicos de Verão de 1896 - Lançamento de disco masculino

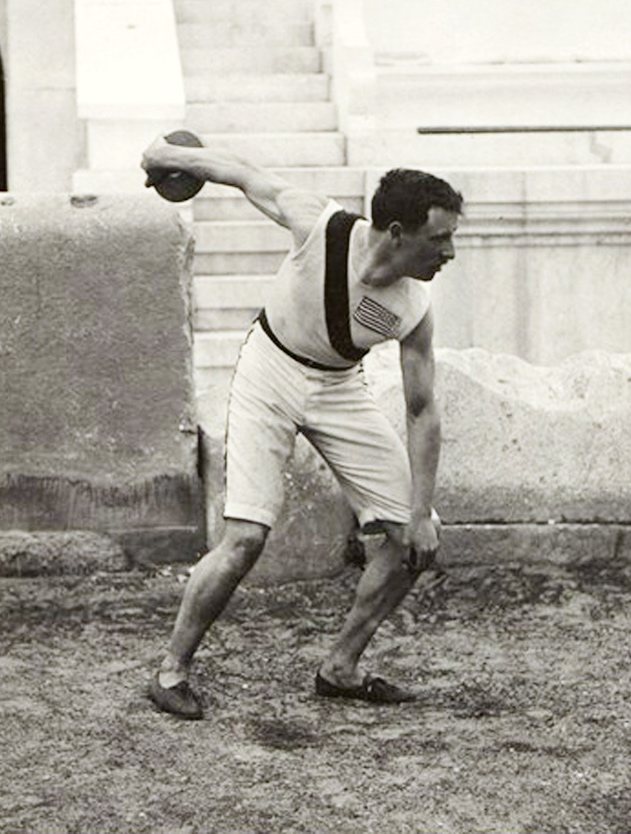
Robert Garrett foi o primeiro campeão olímpico do arremesso de disco

A competição de lançamento de disco masculino nos Jogos Olímpicos de Verão de 1896  foi realizada no dia 6 de abril no Estádio Panathinaiko. 11 atletas competiram.

## Medalhistas
| Ouro   | USA Robert Garrett             |
| Prata  | GRE Panagiotis Paraskevopoulos |
| Bronze | GRE Sotirios Versis            |

## Resultados
| Pos. | Atleta                         | Distância    | 1            | 2            | 3            | 4            | 5            |
| ---- | ------------------------------ | ------------ | ------------ | ------------ | ------------ | ------------ | ------------ |
|      | USA Robert Garrett             | 29.15 m      | 27.53        | X            | Desconhecido | 28.72        | 29.15        |
|      | GRE Panagiotis Paraskevopoulos | 28.95 m      | 28.51        | Desconhecido | Desconhecido | 28.88        | 28.95        |
|      | GRE Sotirios Versis            | 27.78 m      | Desconhecido | Desconhecido | Desconhecido | Desconhecido | Desconhecido |
| 4    | GBR George S. Robertson        | 25.20 m      | Desconhecido | Desconhecido | Desconhecido | Não avançou  | Não avançou  |
| 5-9  | FRA Alphonse Grisel            | Desconhecido | Desconhecido | Desconhecido | Desconhecido | Não avançou  | Não avançou  |
| 5-9  | DEN Viggo Jensen               | Desconhecido | Desconhecido | Desconhecido | Desconhecido | Não avançou  | Não avançou  |
| 5-9  | DEN Holger Nielsen             | Desconhecido | Desconhecido | Desconhecido | Desconhecido | Não avançou  | Não avançou  |
| 5-9  | GRE Georgios Papasideris       | Desconhecido | Desconhecido | Desconhecido | Desconhecido | Não avançou  | Não avançou  |
| 5-9  | SWE Henrik Sjöberg             | Desconhecido | Desconhecido | Desconhecido | Desconhecido | Não avançou  | Não avançou  |

As posições dos atletas que ficaram entre o 5º e o 9º lugares não são conhecidas.
| Nota: Nesta edição dos Jogos, os vencedores receberam uma medalha de prata e os segundos colocados, uma de bronze. Os terceiros colocados não receberam medalhas. A tradicional sequência ouro-prata-bronze data dos Jogos de 1904, em Saint Louis, e continuou a ser usada em edições subsequentes. |